# 彼得·布鲁赫
彼得·布鲁赫（德語：Peter Bruch，1955年9月25日—），德国男子游泳运动员。他曾代表东德参加1972年夏季奥林匹克运动会游泳比赛，获得男子4×100米自由泳接力铜牌。